# 蘭留駅
蘭留駅（らんるえき）は、北海道上川郡比布町北9線14号にある北海道旅客鉄道（JR北海道）宗谷本線の駅である。電報略号はラン。事務管理コードは▲121808。駅番号はW36。

## 歴史

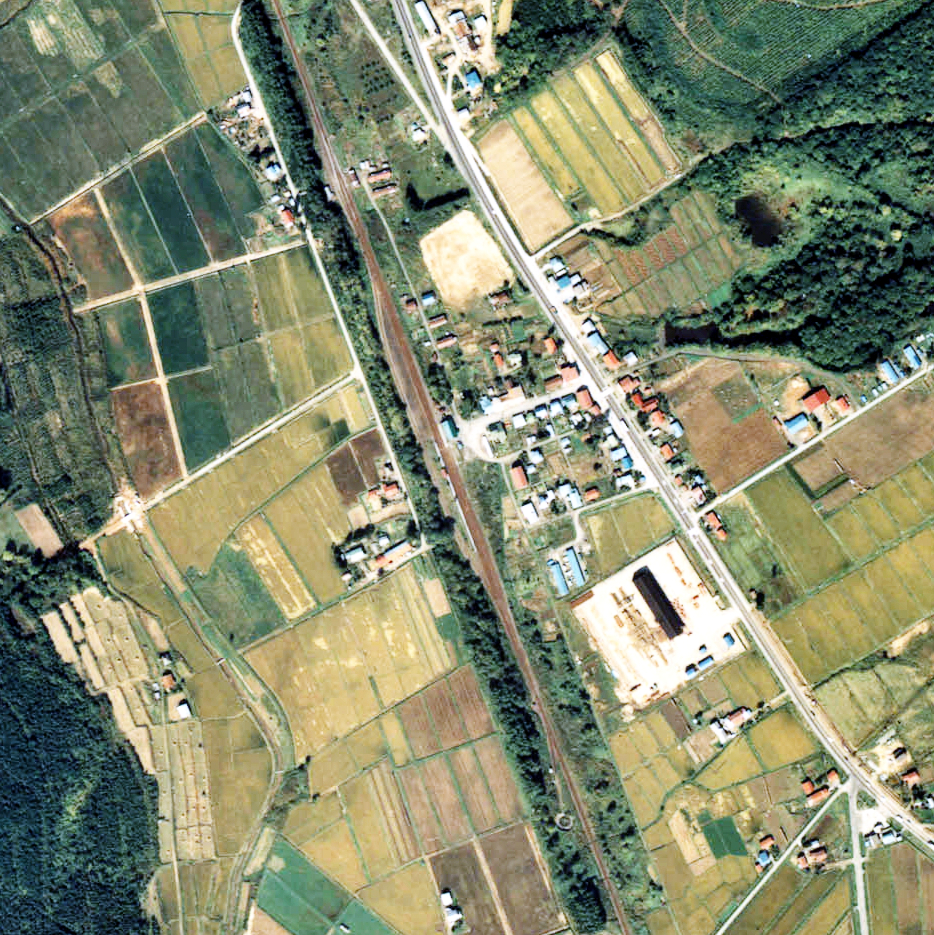
1977年の蘭留駅と周囲約750m範囲。上が名寄方面。千鳥状にずれた相対式ホーム2面2線と、駅舎横の旭川側に貨物積卸場と引込み線を有している。駅裏はストックヤードに使用されてはおらず、かつて塩狩峠越えの補機用機関車が配備されていたために、機回し線が敷かれ、旭川側の駅裏に待機線と転車台を持っていた。写真下側に転車台跡が残っている。

- 1898年（明治31年）11月25日：北海道官設鉄道天塩線永山駅 - 当駅間延伸開業にともない設置[3][4]。一般駅[5]。
- 1899年（明治32年）11月15日：当駅 - 和寒駅間延伸開業[4]。
- 1905年（明治38年）4月1日：鉄道作業局に移管[4]。
- 1912年（大正元年）9月21日：宗谷線に線名を改称[4]。
- 1919年（大正8年）10月20日：宗谷本線に線名を改称[4]。
- 1949年（昭和24年）6月1日：公共企業体である日本国有鉄道に移管。
- 1961年（昭和36年）
  - 8月：上下乗降場昇降段をコンクリート舗装[6]。
  - 12月：構内改良工事[6]。
- 1962年（昭和37年）
  - 3月：地元農協・森林組合・木材業者他で組織される「蘭留駅貨物取扱運動期成会」から当駅の貨物取扱存続の陳情[6]。
  - 11月：車扱貨物を比布駅に集約[6]。
- 1966年（昭和41年）2月：構内信号機を腕木式から色灯式に変更[6]。
- 1968年（昭和43年）1月：通票閉塞から連鎖閉塞に変更[6]。
- 1972年（昭和47年）：小口貨物を比布駅に集約[6]。
- 1974年（昭和49年）10月1日：貨物取扱い廃止[5]。
- 1975年（昭和50年）：当駅での補助機関車連結が終了[7]。
- 1980年（昭和55年）11月：構内転轍機・信号関係を電動化[6]。
- 1984年（昭和59年）
  - 2月1日：荷物取扱い廃止[5]。
  - 11月10日：駅員無配置駅となり、出改札業務廃止[新聞 1][5]（連査閉塞運転要員はそのまま配置）。
- 1986年（昭和61年）11月1日：電子閉塞化により無人化[新聞 2]。
- 1987年（昭和62年）4月1日：国鉄分割民営化により、北海道旅客鉄道（JR北海道）の駅となる[8]。
- 1989年（平成元年）10月：駅舎改築[7]。
- 1999年（平成11年）：同年までに高速化工事に伴い構内改良。分岐器を両開きから片開き弾性分岐器に変更し、1線スルー化[9]。
- 2019年（令和元年）12月3日：JR北海道が沿線自治体に対し、宗谷本線活性化推進協議会を通じて当駅含む29駅[注釈 1]について、自治体による維持管理もしくは費用負担による存続か、2021年（令和3年）3月での廃止かの方針を2020年3月までに報告するよう要請[新聞 3]。
- 2020年（令和2年）
  - 2月22日：当駅の存廃について住民説明会[10]。当駅の廃止について反対意見が多かったことによるもので、席上で比布町長の村中一徳は町の費用での存続検討を表明[10]。
  - 3月9日：同日招集の令和2年度第1回比布町議会定例会にて示された町政執行方針にて、「今後も通学利用などが想定される」として当駅の比布町による維持管理を表明[11]。
- 2021年（令和3年）4月：比布町による維持管理に移行[新聞 4]。

### 駅名の由来
地名より。アイヌ語で「下る・道」を意味する「ランル（ran-ru）」に由来する。今の塩狩峠から峠道が下ってくることから名付けられた。

## 駅構造
構内踏切で結ばれた2面2線の相対式ホームを持つ。1993年（平成5年）時点では、駅舎のある稚内方に向かって右手（1番線）が上り本線、対向（2番線）が下り本線であったが、遅くとも1999年（平成11年）6月までには高速化工事に伴い旧下り本線を本線とした一線スルー構造となっている。駅舎は1989年（平成元年）10月改築のものが使われ、比布町が管理する。無人駅。

### のりば
| 番線 | 路線      | 方向 | 行先               |
| ---- | --------- | ---- | ------------------ |
| 1    | ■宗谷本線 | 上り | 旭川方面           |
| 1・2 | ■宗谷本線 | 下り | 名寄・音威子府方面 |

- 2番線は列車交換時のみ使用

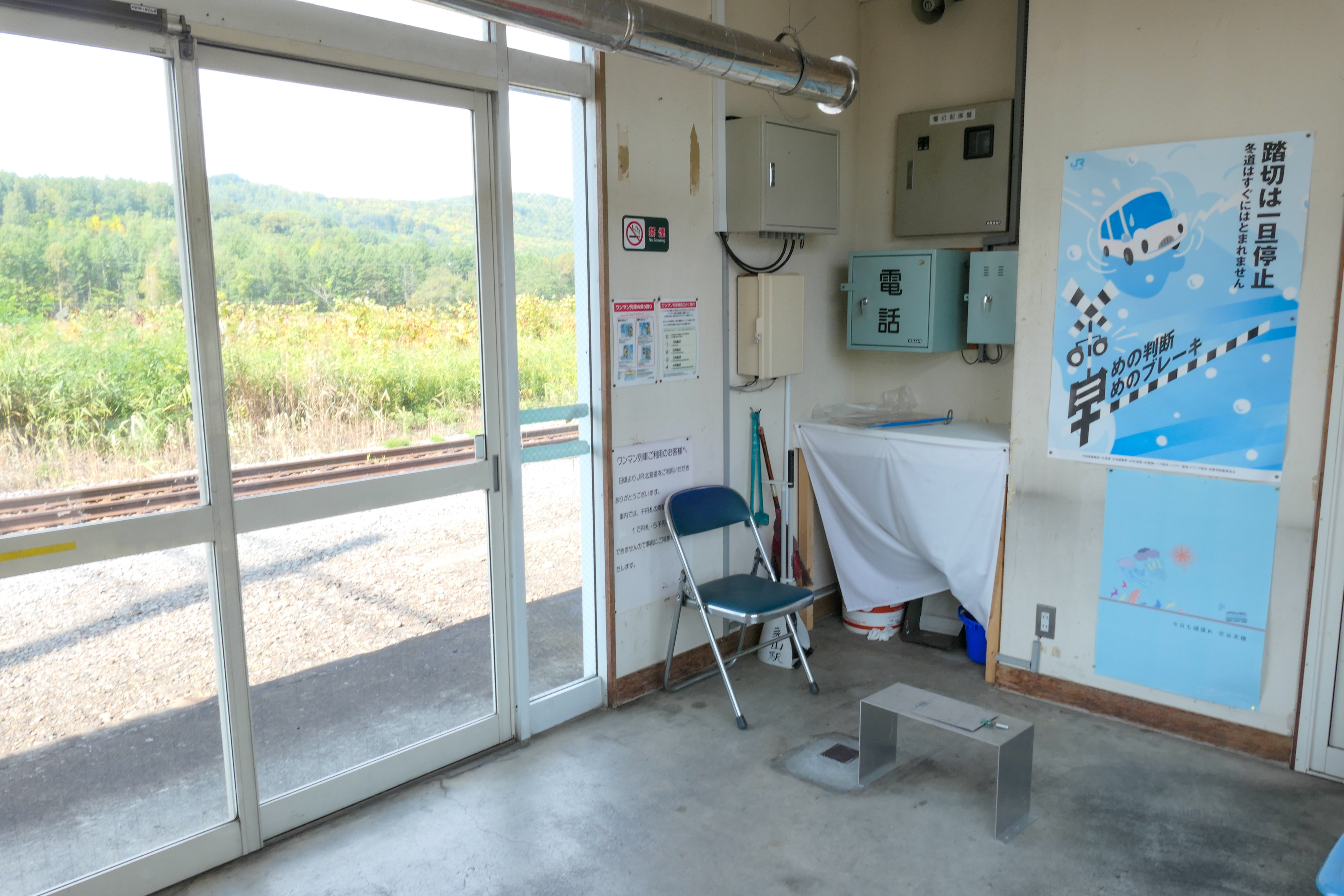
駅舎内観（2021年9月）
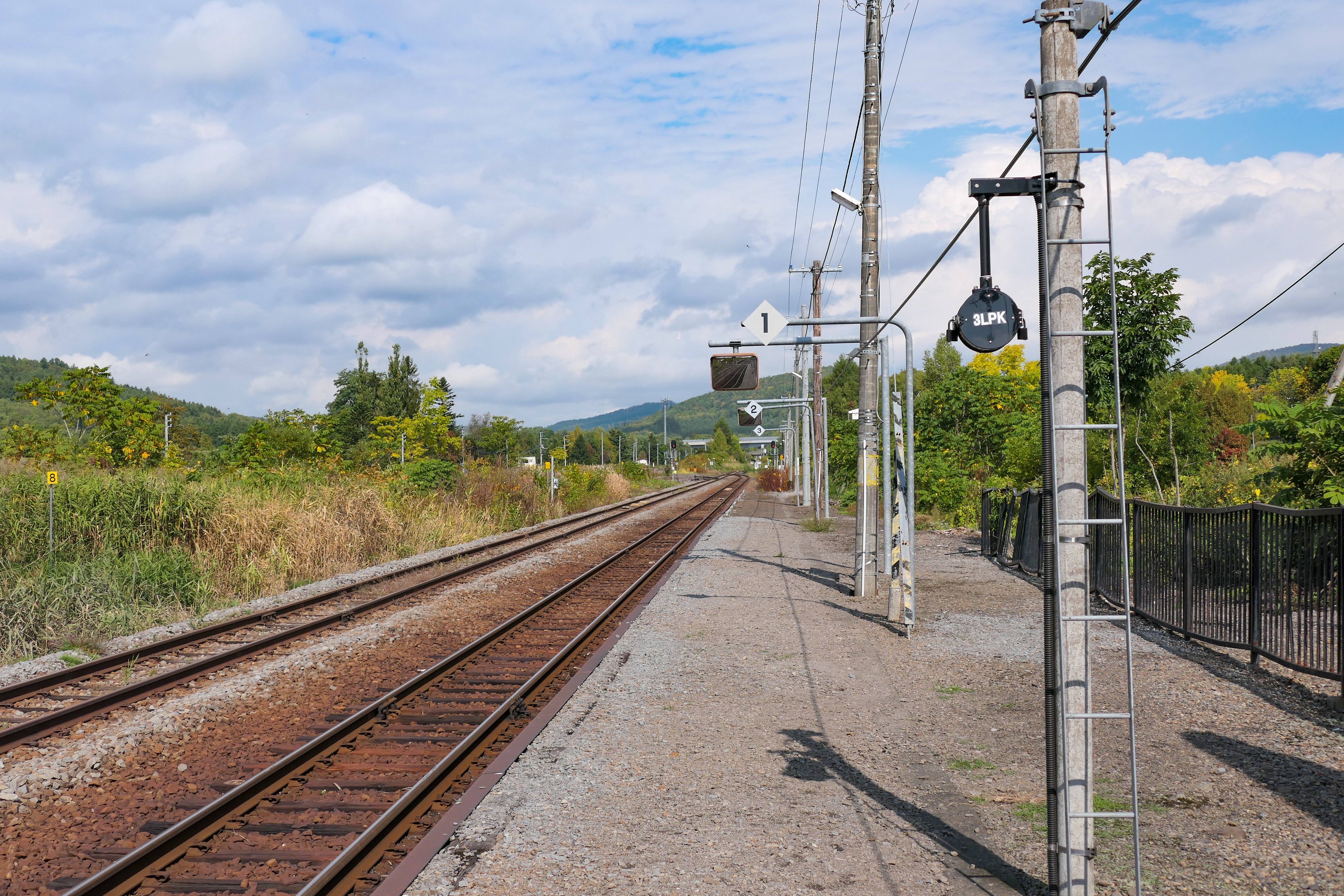
1番線ホーム（2021年9月）
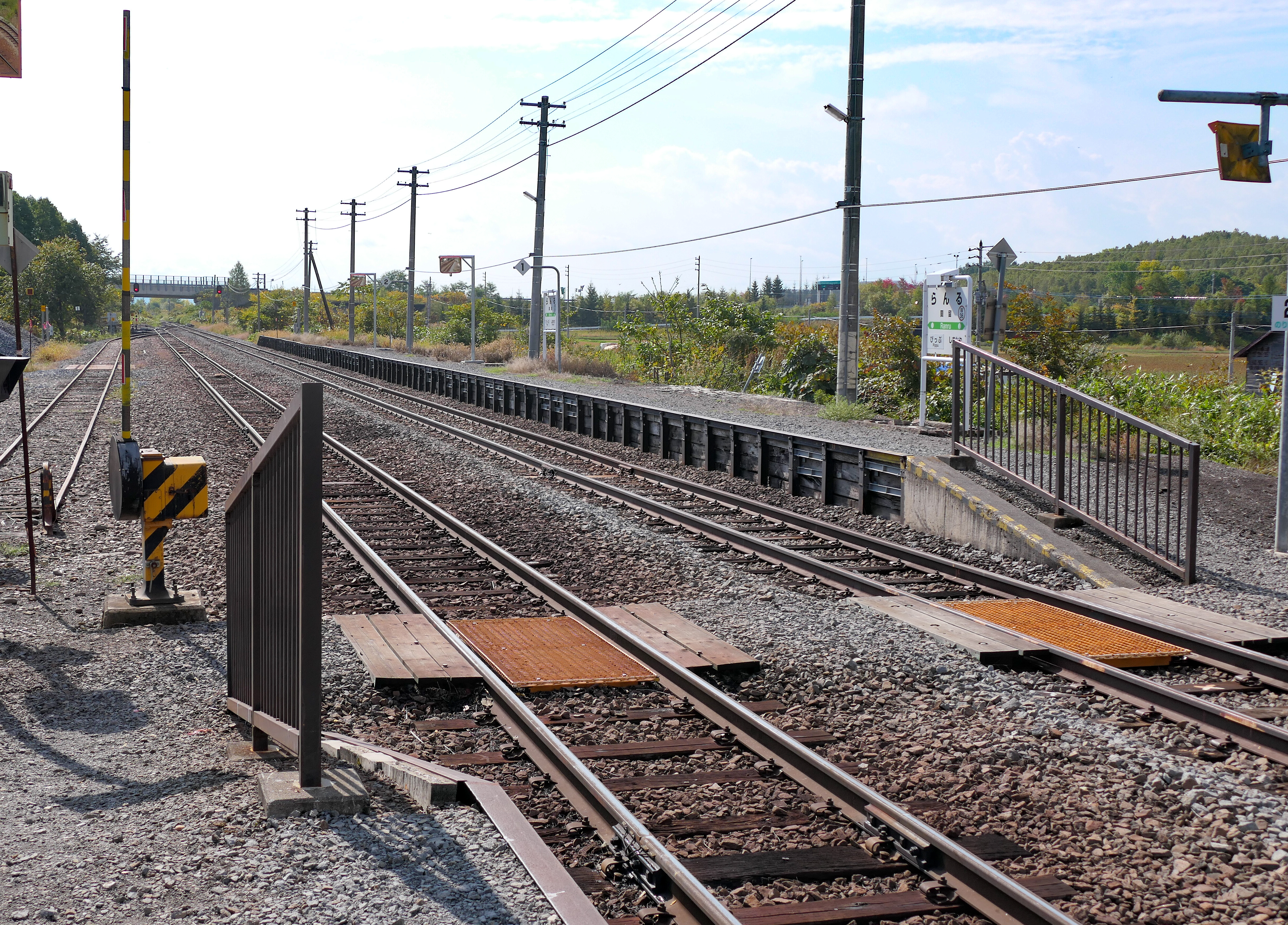
構内踏切と2番線ホーム（2021年9月）
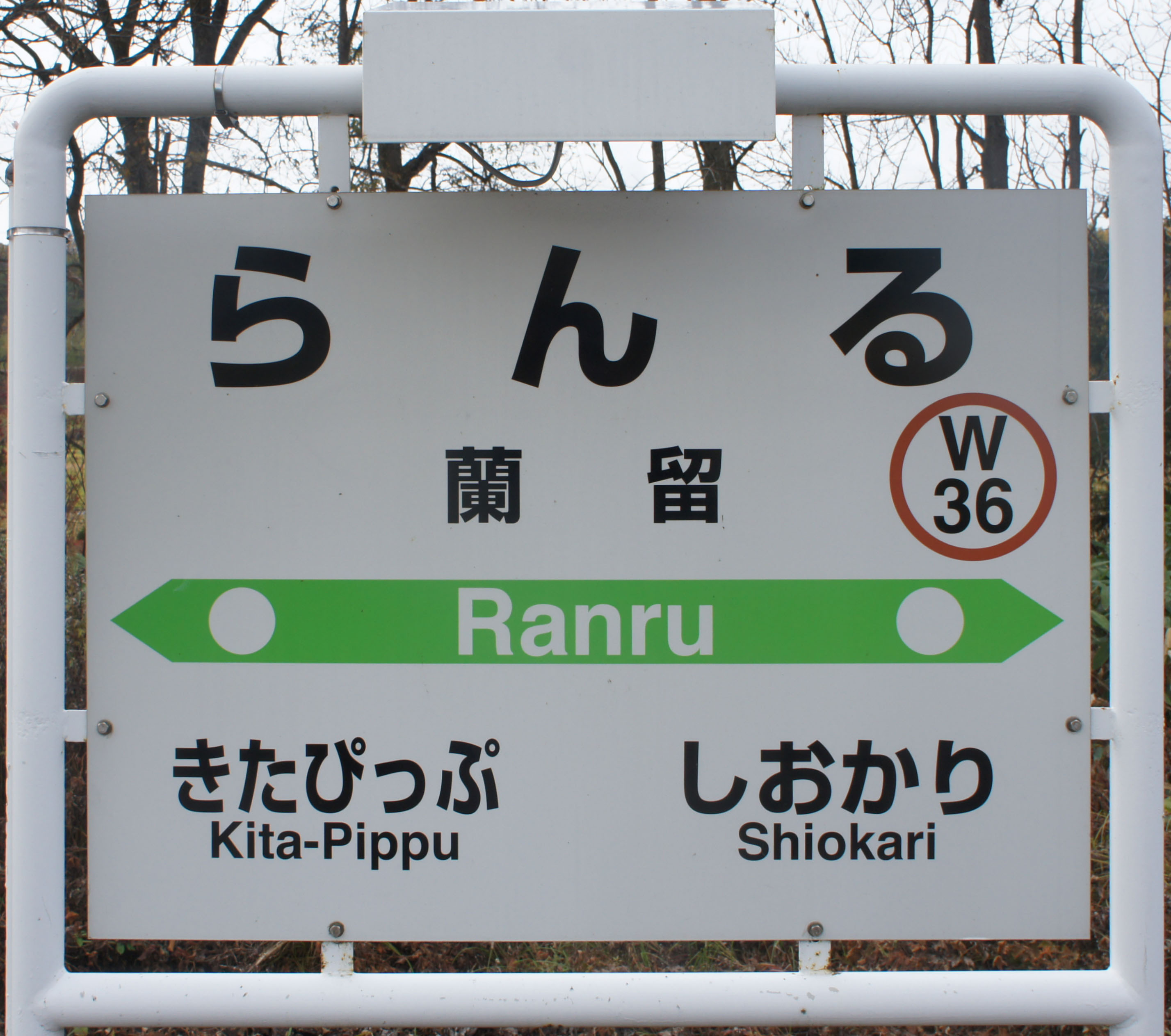
駅名標（2017年10月）

## 利用状況
乗車人員の推移は以下のとおり。年間の値のみ判明している年については、当該年度の日数で除した値を括弧書きで1日平均欄に示す。乗降人員のみが判明している場合は、1/2した値を括弧書きで記した。
また、「JR調査」については、当該の年度を最終年とする過去5年間の各調査日における平均である。
| 年度               | 乗車人員 | 乗車人員 | 乗車人員     | 出典       | 備考                 |
| 年度               | 年間     | 1日平均  | JR調査       | 出典       | 備考                 |
| ------------------ | -------- | -------- | ------------ | ---------- | -------------------- |
| 1962年（昭和37年） |          | 175      |              | [ 13 ]     | 同年12月末現在の数値 |
| 1970年（昭和45年） | 62,026   | (169.9)  |              | [ 6 ]      |                      |
| 1971年（昭和46年） | 56,115   | (153.3)  |              | [ 6 ]      |                      |
| 1972年（昭和47年） | 56,652   | (155.2)  |              | [ 6 ]      |                      |
| 1973年（昭和48年） | 52,629   | (144.2)  |              | [ 6 ]      |                      |
| 1974年（昭和49年） | 49,287   | (135.0)  |              | [ 6 ]      |                      |
| 1975年（昭和50年） | 45,937   | (125.5)  |              | [ 6 ]      |                      |
| 1976年（昭和51年） | 41,260   | (113.0)  |              | [ 6 ]      |                      |
| 1977年（昭和52年） | 38,405   | (105.2)  |              | [ 6 ]      |                      |
| 1978年（昭和53年） | 33,209   | (91.0)   |              | [ 6 ]      |                      |
| 1979年（昭和54年） | 30,748   | (84.0)   |              | [ 6 ]      |                      |
| 1980年（昭和55年） | 26,439   | (72.4)   |              | [ 6 ]      |                      |
| 1981年（昭和56年） | 25,707   | (70.4)   |              | [ 6 ]      |                      |
| 1982年（昭和57年） | 24,642   | (67.5)   |              | [ 6 ]      |                      |
| 1983年（昭和58年） | 21,181   | (57.9)   |              | [ 6 ]      |                      |
| 1992年（平成04年） |          | (28.0)   |              | [ 1 ]      | 一日平均乗降客数：58 |
| 2015年（平成27年） |          |          | 「10名以下」 | [ JR北 1 ] |                      |
| 2017年（平成29年） |          |          | 2.4          | [ JR北 2 ] |                      |
| 2018年（平成30年） |          |          | 「3名以下」  | [ JR北 3 ] |                      |
| 2019年（令和元年） |          |          | 2.2          | [ JR北 4 ] | [ 注釈 2 ]           |
| 2020年（令和02年） |          |          | 「3名以下」  | [ JR北 5 ] |                      |
| 2021年（令和03年） |          |          | 「3名以下」  | [ JR北 6 ] |                      |
| 2022年（令和04年） |          |          | 「10名以下」 | [ JR北 7 ] |                      |
| 2023年（令和05年） |          |          | 3.2          | [ JR北 8 ] |                      |

## 駅周辺
- 国道40号
- 道央自動車道・旭川紋別自動車道比布ジャンクション
- 旭川紋別自動車道比布北インターチェンジ
- 旭川中央警察署蘭留駐在所
- 蘭留簡易郵便局
- 道北バス「蘭留」停留所

## 隣の駅
北海道旅客鉄道（JR北海道）
■宗谷本線

■普通
比布駅 (W34) - *北比布駅 (W35) - 蘭留駅 (W36) - 塩狩駅 (W37)
*:打消線は廃駅